# Kunjirap-Pass
Der Kunjirap-Pass (Khunjerab-Pass; Kunjirap La; Hongqilapu Shankou; Kunjirap Daban (offizieller chinesischer Name); 红其拉甫达坂; Pinyin: Hongqilapu Daban) ist ein Gebirgspass am Übergang zwischen Hindukusch und Karakorum.
Er ist der einzige offizielle Grenzübergang zwischen  Xinjiang in China und Pakistan. Mit einer Scheitelhöhe von 4693 m über dem Meeresspiegel ist er einer der höchsten befestigten Pässe der Welt.
Über den Pass führt der Karakorum Highway, der an Gilgit vorbei durch das Hunzatal über den Karimabad nach Sust führt, von wo es dann rund 120 km über den Pass zur nächsten chinesischen Ortschaft Taschkorgan sind und weitere 230 km bis nach Kaschgar. Auf dieser Strecke besteht seit Juni 2006 eine tägliche Busverbindung.
Seit 2007 laufen Bemühungen, China und Pakistan über den Pass mit einer Eisenbahnlinie zu verbinden; der Kunjirap-Pass ist mit der Querung von Pakistans Landmitte zwischen hier und der am Arabischen Meer gelegenen Hafenstadt Gwadar ein entscheidender Baustein des 62 Mrd.-US-Dollar-Projekts China-Pakistan Economic Corridor (CPEC), einer der sechs Handelskorridore zu Land des One Belt, One Road-Projekts der chinesischen Regierung unter Xi Jinping.

## Galerie

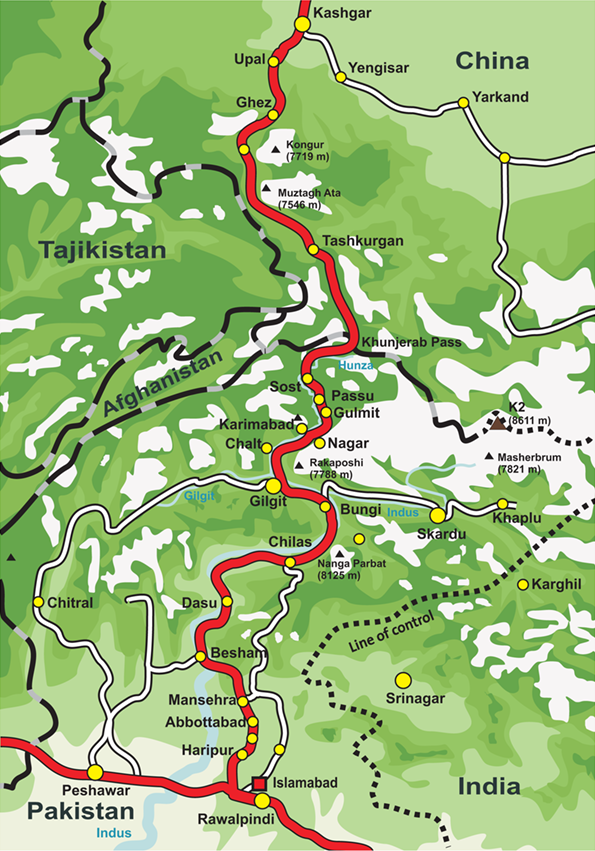
Verlauf des Karakorum Highway

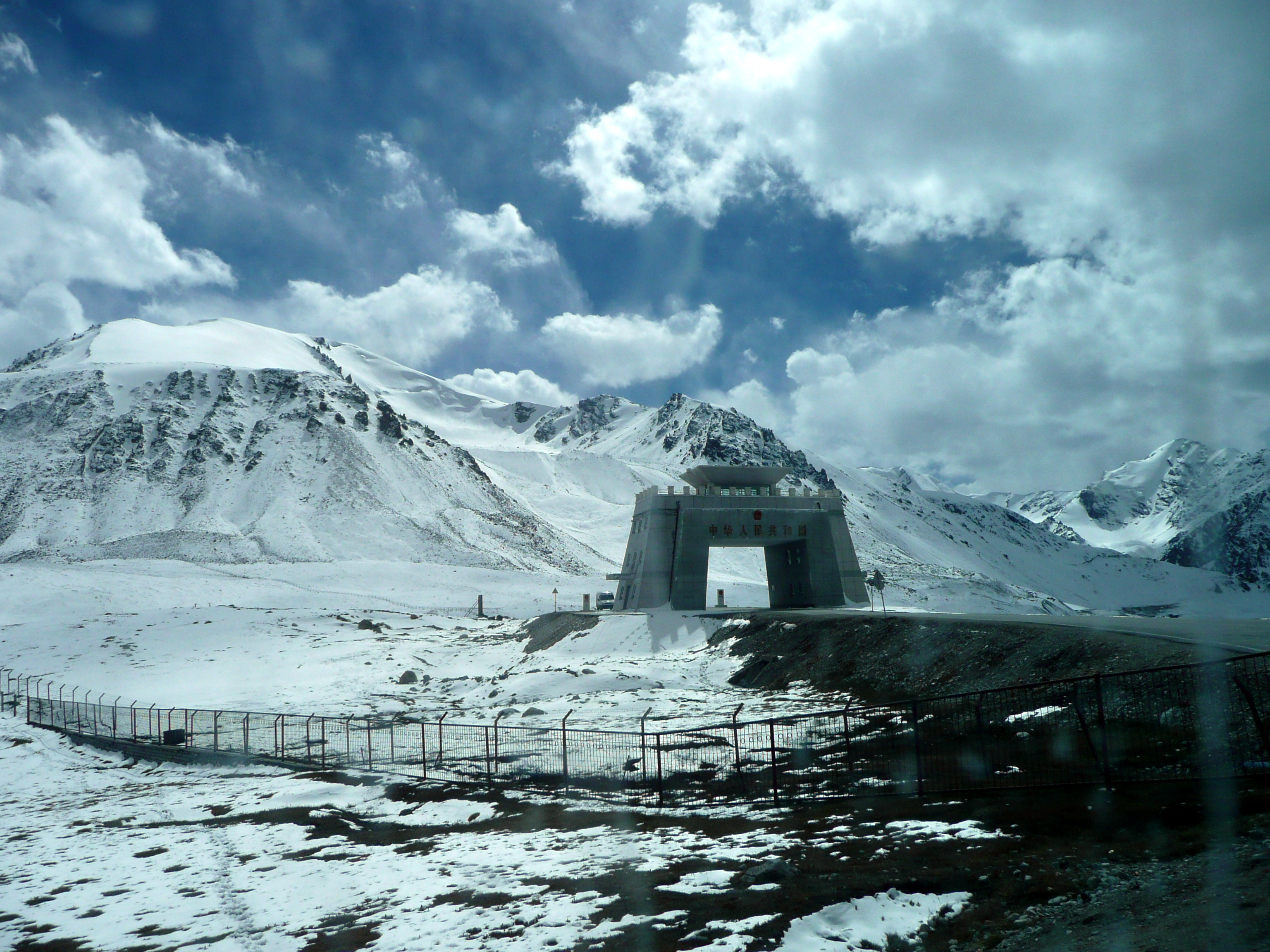
Chinesisches Grenztor
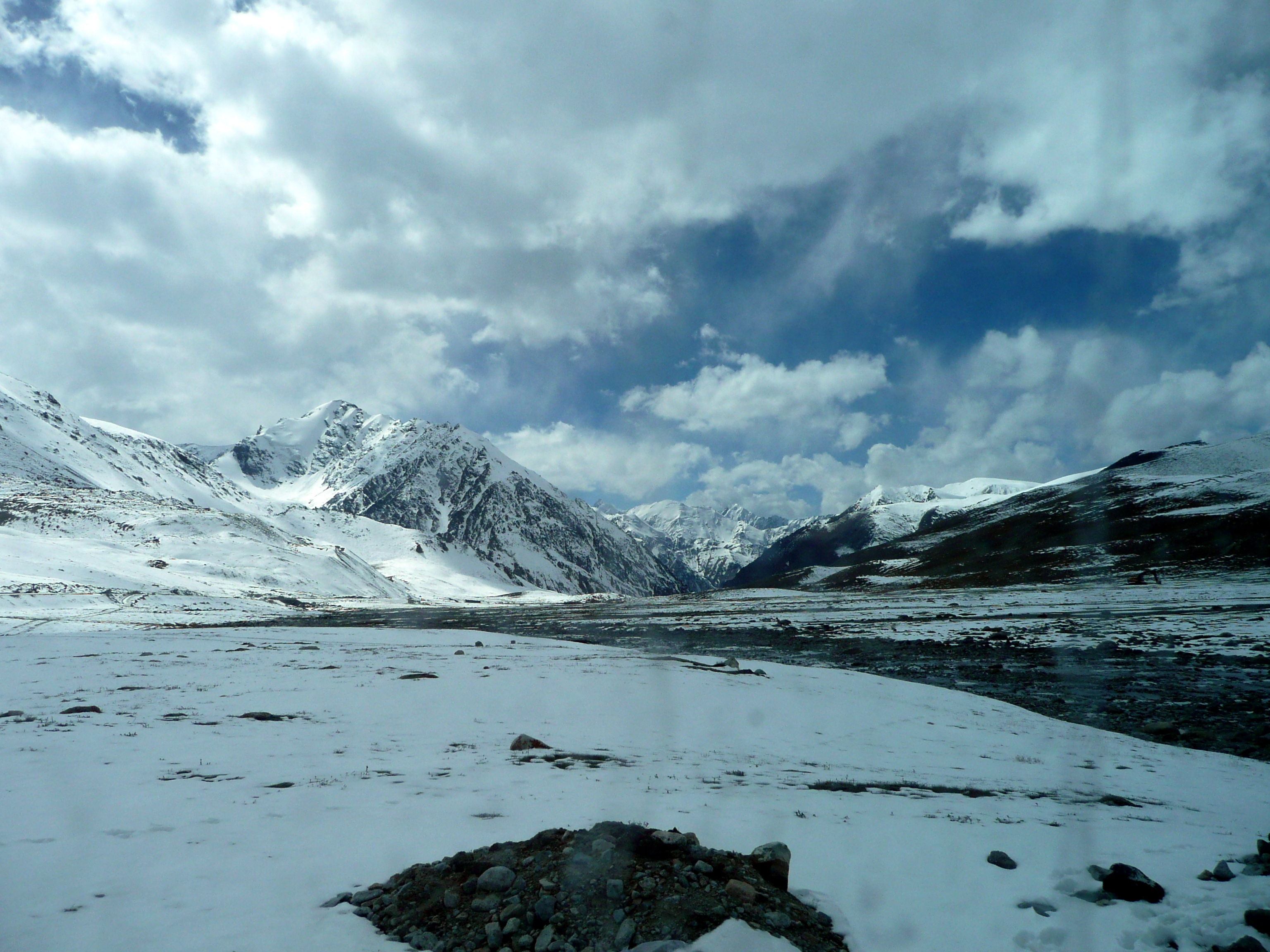
Blick Richtung Pakistan
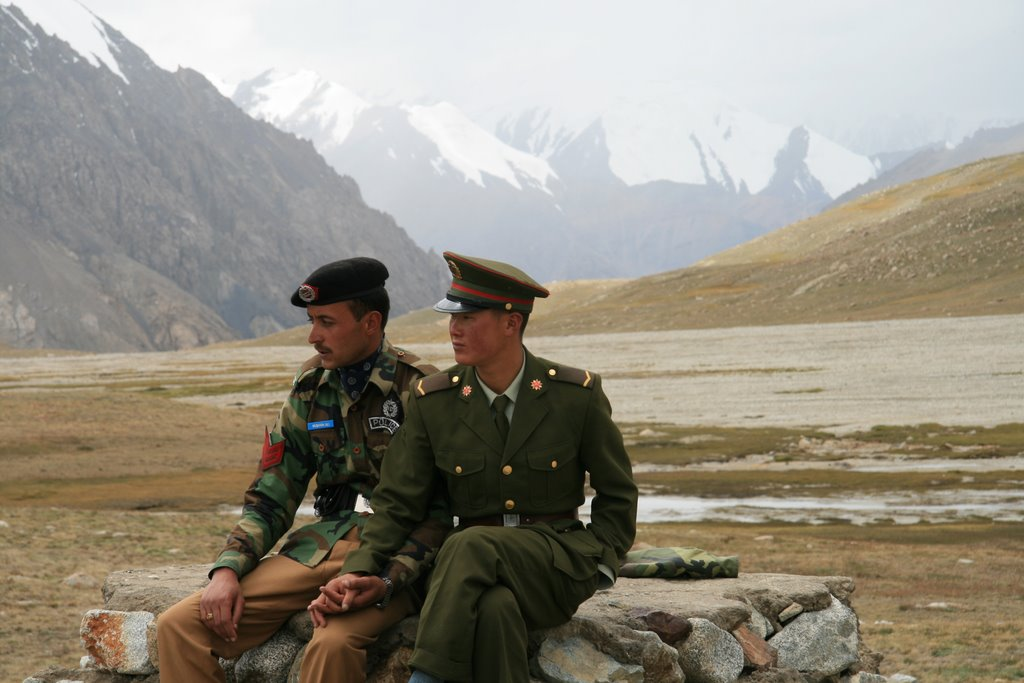
Chinesischer und pakistanischer Grenzposten
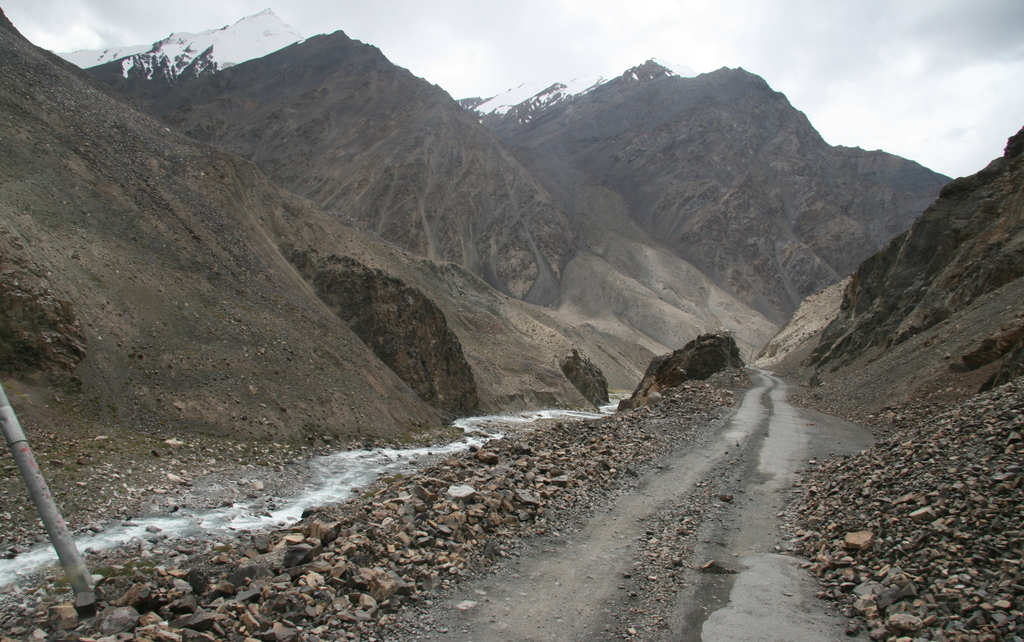
Karakorum Highway über den Kunjirap-Pass, 2007